# Edifício Victor Civita
O Edifício Victor Civita, é um prédio localizado no bairro do Sumaré, distrito de Perdizes, zona oeste de São Paulo. O edifício foi construído em 1960 pelos Diários Associados para sediar os novos estúdios da TV Tupi de São Paulo, que já utilizava outro prédio no mesmo quarteirão desde 1950.
Até o ano de 2013, o prédio foi sede da MTV Brasil, sendo posteriormente sede da Loading, Ideal TV. e atualmente da XSports. O proprietário atual do Edifício Victor Civita é a Kalunga. Anteriormente, entre 2013 e 2017, foi propriedade da Spring Comunicação; entre 1990 e 2013, do Grupo Abril; e, entre 1960 e 1980, dos Diários Associados.

## Histórico
Desde 1950, o terreno entre as ruas Piracicaba, Catalão, Travessa Xangô e Avenida Alfonso Bovero eram ocupados pelo Palácio do Rádio, um pequeno complexo de estúdios de rádio e TV, pertencentes ao grupo Diários Associados. Em 1959, o prédio da Rádio Difusora que ficava no local do atual edifício foi demolido para dar lugar as obras do novo prédio. Foi inaugurado oficialmente em setembro de 1960.
O edifício foi utilizado pela TV Tupi até o ano de 1980, quando foi fechado e lacrado pelo DENTEL durante a cassação das concessões da emissora. Após o fechamento, o edifício foi arrematado pelo Grupo Silvio Santos junto com o canal 4 VHF, mas o prédio não foi utilizado, ficando fechado e abandonado até ser vendido em um leilão no ano de 1989 para o Grupo Abril, que o reativaria no ano seguinte para sediar a MTV Brasil. Com a aquisição do prédio pela Abril, ele recebeu o nome de Edifício Victor Civita em homenagem ao fundador do grupo que havia falecido dois meses antes da inauguração do canal.
Ainda em 1989, o edifício foi reformado por inteiro recebendo reforço na estrutura, uma antena nova, escadas de incêndio externas, novos estúdios e estrutura para produção e transmissão de televisão. Na década de 90 também funcionaram no edifício as centrais técnicas da TVA e do provedor de internet Ajato, ambos pertencentes ao Grupo Abril.

### Venda para o grupo Spring Comunicação
Com o fechamento da MTV Brasil no ano de 2013, o edifício que pertencia a Abril Radiodifusão foi utilizado pela sucessora Ideal TV até ser vendido junto com a concessão do canal para o grupo Spring Comunicação em dezembro do mesmo ano. Apesar do prédio não pertencer mais a Abril nesta época, o acervo da antiga emissora ficou guardado no edifício até setembro de 2020, quando foi finalmente movido para o edifício sede da editora.

### Aquisição e Uso do Edifício Victor Civita pelo Grupo Kalunga
Em 12 de dezembro de 2017, o Grupo Kalunga adquiriu da Spring Comunicação a totalidade das ações referentes à concessão do canal 32 e ao Edifício Victor Civita, onde está localizada a estrutura física da emissora. A Kalunga já era sócia da Spring na operação do canal e de sua estrutura desde 2014.
Em maio de 2019, o edifício foi tombado pelo Condephaat junto com outros 31 imóveis na cidade de São Paulo. O processo de tombamento havia iniciado em 2006 e a fachada do edifício já havia sido tombada no ano de 2012 pelo orgão.
Em dezembro de 2020, o prédio passou a ser sede da rede de televisão Loading, pertencente ao grupo Kalunga, dando nova função aos estúdios e áreas de produção após sete anos de ociosidade. Em novembro de 2021, com o encerramento das atividades do canal e o retorno da Ideal TV, o edifício voltou a ser sede desta.
Em agosto de 2025, o edifício passou a abrigar o canal esportivo XSports.

## Características
O Edifício Victor Civita foi concebido pelos arquitetos Dorvalino Mainieri e Mário Ferronato, sua fachada e mural externo com temática indígena foi concebida pelo artista alemão Gershon Knispel, a convite do próprio Assis Chateaubriand, dono dos Diários Associados.
O prédio possui características de arquitetura modernista predominantes com algumas influências de art deco, se assemelhando a outros edifícios residenciais e comerciais presentes no bairro do Sumaré desde a época de sua construção.

## Galeria

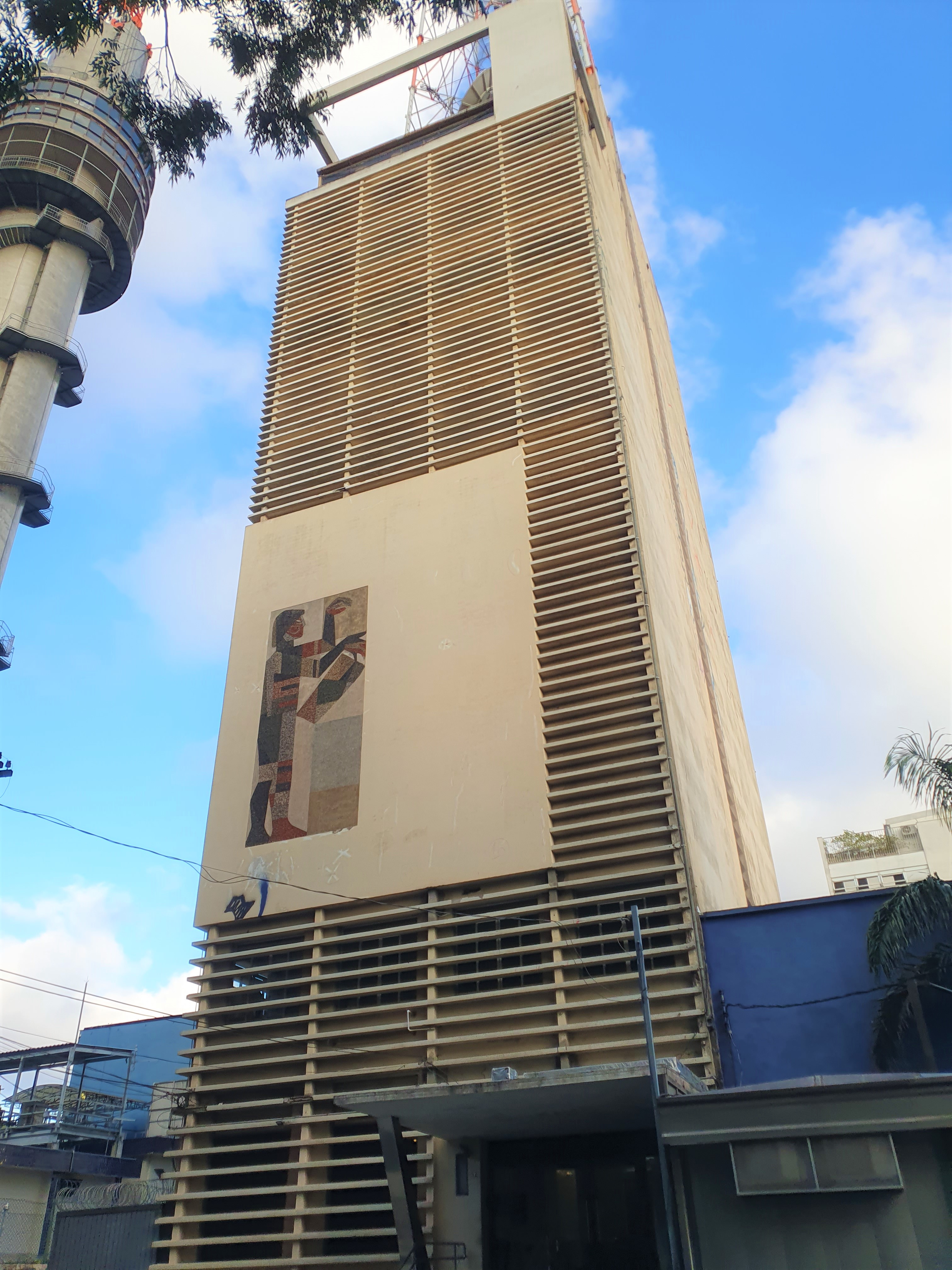
Frente do edifício com o mural pintado por Gershon Knispel em sua fachada. No canto inferior direito, a entrada principal do prédio - ao lado esquerdo, a torre de transmissão do SBT.
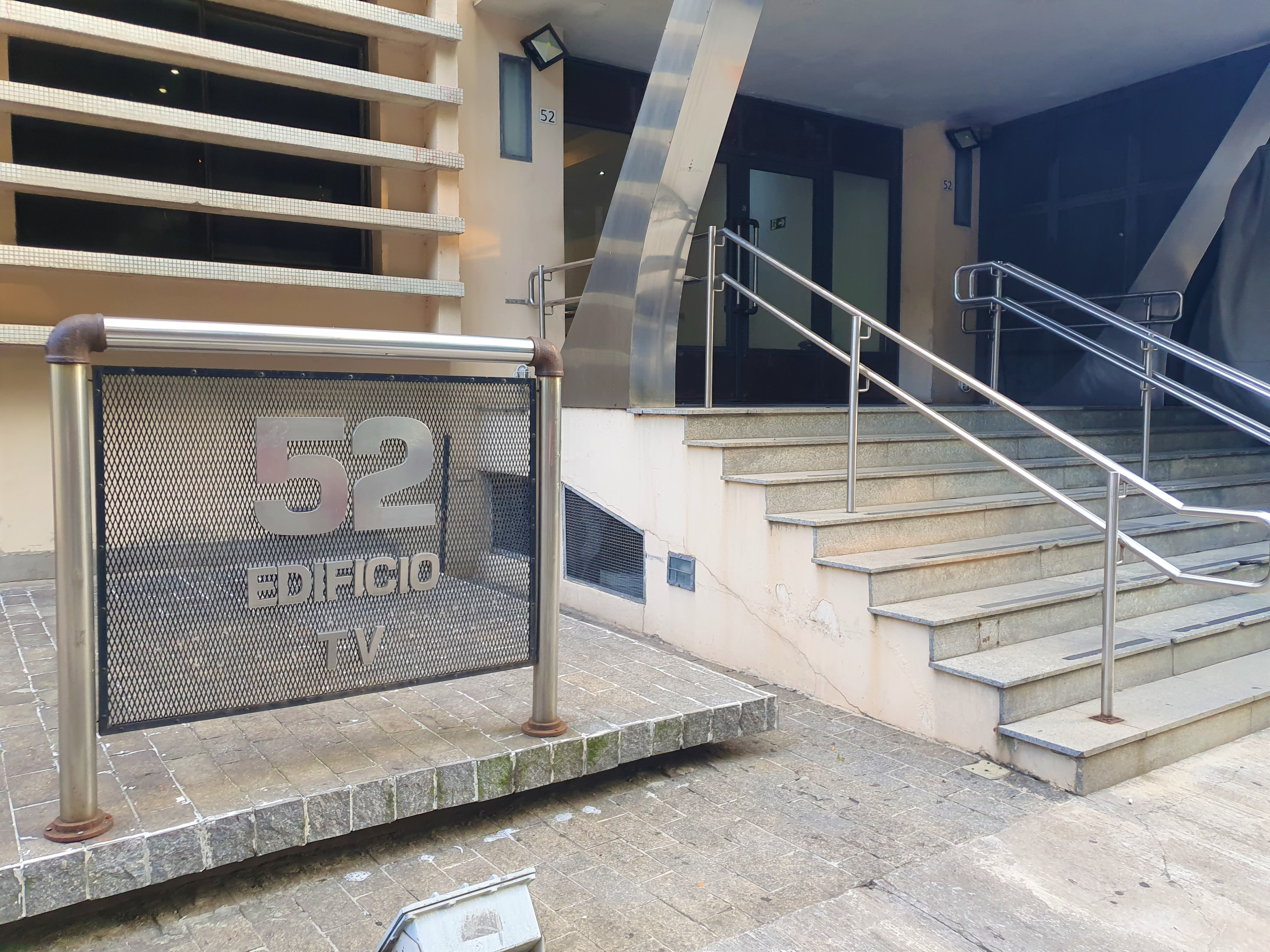
Entrada do Edifício Victor Civita - nota-se na placa a mudança do nome do edifício para Edifício TV (após compra pelo grupo Spring)
Torre inaugurada originalmente em 1960 pela Rede Tupi no topo do edifício. Esta torre foi demolida em 1989 e substituída pela atual. A Tupi iria transferir seus transmissores para a vizinha Torre Assis Chateaubriand, que só foi concluída após o fim do canal e utilizada pelo SBT.
Capa da revista Construção em setembro de 1989, trazendo matéria sobre a reforma completa no edifício feita pelo Grupo Abril para sediar sua emissora.
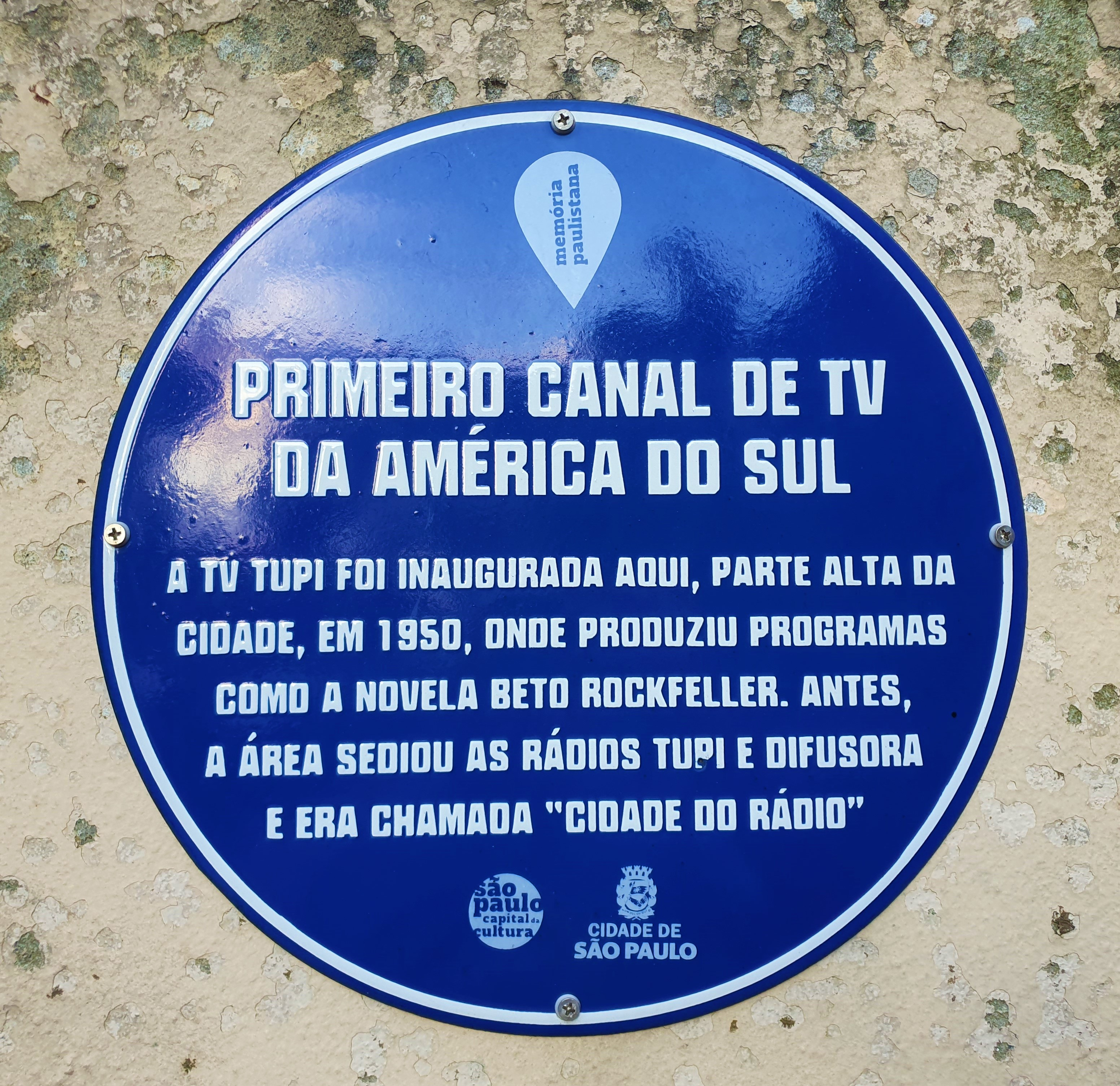
Placa da Prefeitura de São Paulo indicando o marco histórico do edifício por ter sediado a primeira emissora de TV da América do Sul.

## Transmissões da torre
| Canal     | Emissora        |
| --------- | --------------- |
| 30.1      | Canal Um Europa |
| 32.1 (31) | XSports         |
| 40.1      | RIT             |